# Adam Zadražil
Adam Zadražil (Chýnov, 6 agosto 1999) è un calciatore ceco, portiere dello Hradec Králové.

## Carriera

### Club
Cresciuto nel settore giovanile del Táborsko, ha debuttato in prima squadra il 9 agosto 2017 nell'incontro di Coppa della Repubblica Ceca vinto 2-1 contro il Králův Dvůr. Nel gennaio del 2023, dopo numerose annate giocando prevalentemente nella seconda divisione ceca (con l'eccezione della stagione 2019-2020, conclusa conquistando una promozione dalla terza divisione alla seconda divisione) è stato ceduto in prestito al Viktoria Plzeň, che lo ha tuttavia utilizzato solamente con la propria squadra riserve, militante in seconda divisione.
Il 30 giugno 2023 è stato acquistato a titolo definitivo dallo Hradec Králové, club di prima divisione, e nella seconda metà di stagione dopo alcune presenze con la squadra riserve in seconda divisione è diventato il portiere titolare coi bianconeri, debuttando in prima divisione l'11 febbraio nell'incontro pareggiato 2-2 contro il Bohemians 1905.

### Nazionale
Ha giocato con le nazionali giovanili ceche Under-18 ed Under-19.

## Statistiche

### Presenze e reti nei club
Statistiche aggiornate al 9 luglio 2025.
| Stagione              | Squadra               | Campionato            | Campionato | Campionato | Coppe nazionali | Coppe nazionali | Coppe nazionali | Coppe continentali | Coppe continentali | Coppe continentali | Altre coppe | Altre coppe | Altre coppe | Totale | Totale | Totale |
| Stagione              | Squadra               | Comp                  | Pres       | Reti       | Comp            | Pres            | Reti            | Comp               | Pres               | Reti               | Comp        | Pres        | Reti        | Pres   | Reti   |        |
| --------------------- | --------------------- | --------------------- | ---------- | ---------- | --------------- | --------------- | --------------- | ------------------ | ------------------ | ------------------ | ----------- | ----------- | ----------- | ------ | ------ | ------ |
| 2017-2018             | Táborsko              | FNL                   | 2          | -4         | CRC             | 1               | -1              | -                  | -                  | -                  | -           | -           | -           | 3      | -5     |        |
| 2018-2019             | Táborsko              | FNL                   | 1          | -4         | CRC             | 2               | -3              | -                  | -                  | -                  | -           | -           | -           | 3      | -7     |        |
| 2019-2020             | Táborsko              | CFL                   | 13         | -11        | CRC             | 0               | 0               | -                  | -                  | -                  | -           | -           | -           | 13     | -11    |        |
| 2020-2021             | Táborsko              | FNL                   | 1          | -3         | CRC             | 1               | -3              | -                  | -                  | -                  | -           | -           | -           | 2      | -6     |        |
| 2021-2022             | Táborsko              | FNL                   | 13         | -13        | CRC             | 1               | -3              | -                  | -                  | -                  | -           | -           | -           | 14     | -16    |        |
| 2022-gen. 2023        | Táborsko              | FNL                   | 12         | -13        | CRC             | 3               | -2              | -                  | -                  | -                  | -           | -           | -           | 15     | -15    |        |
| Totale Táborsko       | Totale Táborsko       | Totale Táborsko       | 42         | -48        |                 | 8               | -12             |                    | -                  | -                  |             | -           | -           | 115    | -125   |        |
| gen.-giu. 2023        | Viktoria Plzeň B      | CFL                   | 7          | -7         | -               | -               | -               | -                  | -                  | -                  | -           | -           | -           | 7      | -7     |        |
| 2023-2024             | Hradec Králové B      | CFL                   | 6          | -11        | -               | -               | -               | -                  | -                  | -                  | -           | -           | -           | 6      | -11    |        |
| 2023-2024             | Hradec Králové        | 1L                    | 16         | -13        | CRC             | 2               | -2              | -                  | -                  | -                  | -           | -           | -           | 18     | -15    |        |
| 2024-2025             | Hradec Králové        | 1L                    | 34         | -32        | CRC             | 0               | 0               | -                  | -                  | -                  | -           | -           | -           | 34     | -32    |        |
| Totale Hradec Králové | Totale Hradec Králové | Totale Hradec Králové | 50         | -45        |                 | 2               | -2              |                    | -                  | -                  |             | -           | -           | 52     | -47    |        |
| Totale carriera       | Totale carriera       | Totale carriera       | 105        | -111       |                 | 10              | -14             |                    | -                  | -                  |             | -           | -           | 115    | -125   |        |